# Башарулов, Максим Петрович
Максим Петрович Башарулов (1765—1827) — русский писатель, военный, чиновник.

## Биография
Происходил из обрусевшей грузинской семьи. Вступил в службу вольноопределяющимся в Елизаветградский конноегерский полк (1784―1796). Участник русско-турецкой войны (1787―1791), в том числе взятия Очакова. Состоял в штате М. И. Голенищева-Кутузова (1793―1796), «при свите посольской » в Константинополе (1793―1794). В 1796 году переведён в Выборгский мушкетёрский полк капитаном. С 1797 года до конца жизни секретарь 1-го кадетского корпуса. Статский советник (с 1821).
Из под пера Башарулова вышло две книжки: «Дикая Европеянка, или Исправление преступления одного добродетелью другого» (1804) и «Аксиома для всякого чина, состояния, пола и возраста, необходимая и преполезная» (1804, посвящена великому князю Константину Павловичу).
Авантюрно-любовный роман «Дикая Европеянка, или Исправление преступления одного добродетелью другого», рассказанный как «истинное» происшествие в Польше времён Т. Костюшко. В основе сюжета ― судьба женщины, выросшей в заточении и не видевшей никого, кроме своего «Покровителя», ставшего отцом её
детей; приобщение её к обществу, ряд характерных, возникающих при встрече с цивилизацией ситуаций и проблем, осмысленных автором в крайне наивной форме,― составили другую сюжетную линию сочинения. Шутливое стихотворное обращение к читателю содержит некоторые автобиографические подробности; стихотворные вставки есть и в тексте романа.
«Аксиома для всякого чина, состояния, пола и возраста, необходимая и преполезная» ― краткое руководство по вычислению календарных дат по солнцу, луне и руке с примерами на достопамятные дни побед русской армии. Из предисловия к книжке можно заключить, что автор участвовал в турецких походах Суворова. В виде иллюстрации приводятся примеры из тогдашних выдающихся событий.
Из литераторов был близок с Г. В. Гераковым (женат на его сестре Екатерине с 1798) и С. Ю. Дестунисом.